# 阿梅利亞德尼斯德伊卡薩 (聖米格利托區)
阿梅利亞德尼斯德伊卡薩（西班牙語：Amelia Denis de Icaza），是巴拿馬的城鎮，位於該國中東部，由巴拿馬省的聖米格利托區負責管轄，面積3.8平方公里，2010年人口38,397，人口密度每平方公里10,104.5人。